# Rukiga (district)
Rukiga is een district in het westen van Oeganda. Hoofdstad van het district is de stad Mparo. Het district telde in 2014 meer dan 100.000 inwoners en in 2020 naar schatting meer dan 105.000 inwoners op een oppervlakte van 427 km². Ongeveer 85% van de bevolking woont op het platteland.
Het district werd opgericht in 2017 na opsplitsing van het district Kabale. Het grenst in het zuidoosten aan Rwanda en aan de Oegandese districten Ntungamo, Kabale, Rubanda en Rukungiri. De grootste stad in het district is Muhanga.